# Krusjevets
Krusjevets (bulgariska: Крушевец) är ett distrikt i Bulgarien.   Det ligger i kommunen Obsjtina Sozopol och regionen Burgas, i den östra delen av landet, 300 km öster om huvudstaden Sofia.
Omgivningarna runt Krusjevets är en mosaik av jordbruksmark och naturlig växtlighet. Runt Krusjevets är det glesbefolkat, med 10 invånare per kvadratkilometer.